# 12811 Rigonistern
12811 Rigonistern (1996 CL7) là một tiểu hành tinh vành đai chính được phát hiện ngày 14 tháng 2 năm 1996 bởi U. Munari và M. Tombelli ở Cima Ekar. Nó được đặt theo tên Mario Rigoni Stern.